# Під чорним тавром
«Під чорним тавром» — книга українського історика, краєзнавця Бориса Ткаченка. Багатьма вважається першою книгою про Голодомор, виданою в незалежній Україні. Повна назва: «Під чорним тавром. Документи, факти, спогади: історична розвідка про геноцид в Україні, і зокрема на Сумщині, в 1932-1933 роках, скріплена найвищим суддею — людською пам'яттю».
У книзі досліджено документи Державного архіву Сумської області, архівів Єкатеринбурга (Свердловська) й Архангельська, куди висилали мешканців Сумщини як «ворогів народу», Київського архіву кінофотофонодокументів та архівів СБУ. Свідчення подано деталізовано й точно, із зазначенням населених пунктів, прізвищ очевидців та описом місцевості.

## Передісторія
Розмови про Голодомор лунали в сім'ї автора з дитинства, а сам він пережив голод 1947 року. Записувати свідчення про голодомор 1932-1933 років Ткаченко почав у 60-х. Спершу розпитував родичів, пізніше — місцевих під час праці агрономом у районі. Почуте записував удома на папері. Перебуваючи на гачку КДБ через вимогу української мови викладання у Сумському педагогічному інституті та інші причини, Ткаченко «замотав аркуші у целофан, поклав до залізної каструльки й, перевернувши її догори дном, закопав на городі». Усі записи просякла вода через природні чинники.
Улітку 1969 року, бувши на курсах підвищення кваліфікації в м. Краснограді (нині Берестин) на Харківщині, автор відвідав могилу художника Порфирія Мартиновича, загиблого від голоду. Сторожиха розповіла Ткаченкові моторошну історію про Голодомор, яку той переповів у готелі семінаристам, натомість почувши ще одну від адміністраторки. Приїхавши в Лебедин, Ткаченко записав їх, потайки зібрав нові свідчення та відновив зіпсуті водою. Зрештою він почав шукати документи про трагедію. Відвідини лебединського РАЦСу виявилися безуспішними, на другий день автора за доносом викликали на бесіду до районного партійного чиновника. Натомість відвідини сумського архіву були вдалими.
1989 року в районній газеті Лебедина вийшла перша стаття «Під чорним тавром. Доля наркома». Усього вийшло близько 20 текстів. Знаючи, що матеріал не пропустять у редакції, автор додав «патріотичного словоблудія». До статті потрапила інформація про земляка, Наркома зернових радгоспів Миколу Нестеровича Демченка (розстріляного в 1937 році), отримана від його синів під час зустрічі в Москві, та спогадами очевидців про голод. Тоді ж частину свідчень надіслано в Київ до письменника В. Маняка. Згодом їх надрукували в книзі «33-й: голод: Народна Книга-Меморіал.
Газетна стаття вийшла без узгодження з райкомом партії завдяки Раїсі Кужель, заступниці головного редактора. Останній на той час був у відпустці. Невдовзі автора викликали «на килим». Йому закинуто оббріхування героїв війни та історії СРСР. До редакції газети надходили листи підтримки. Деякі лебединці стали приходити до Ткаченка зі своїми розповідями.
Сумське видавництво «Слобожанщина» відмовилося видавати книгу. Завдяки Раїсі Кужель на сірому папері, зі слабким друком, книгу випущено 1993 року.

## Подальші видання
У 1994 році вийшло перевидання. Під час відкриття меморіалу жертвам Голодомору 1932—1933 років у Лебедині книгу дарували прибулим делегаціям. Як наслідок, «Під чорним тавром» поширилась Україною, дійшовши до Канади.
Друге видання 2008 року істотно доповнено. Його видано за сприяння доктора Марії Фішер-Слиж, яка перерахувала на це 5 тис. доларів. За словами Ткаченка, особливу роль також відіграла його дружина Ліда, яка роками працювала на землі, продавала врожай картоплі й оплатила друкарні вартість видання.

## Відзнаки
- 1996 — номінація на Шевченківську премію.
- 1998 — обласна літературна премія ім. М. Хвильового.
- 2000 — премія обласної ради в галузі літератури та мистецтва в номінації «За кращі літературні та публіцистичні твори» (також за «Лебедію»)